# Kommunpartiet (Vansbro)
Kommunpartiet - Vansbro (KP) var ett lokalt politiskt parti i Vansbro kommun.

## Historik
Kommunpartiet bildades inför valet 2006 av Wahan O. Harutun. I valet fick partiet 6,61 % och tre mandat i kommunfullmäktige. I valet 2010 fick partiet 9,65 % och behöll sina mandat.
I valet 2014 fick partiet 7,29 % och tappade ett av sina mandat. Partiets grundare och partiledare Wahan O. Harutun avled 2021. Efter hans bortgång fanns det ingen som kunde leda partiet, och partiet lades ned under hösten 2021.

## Valresultat
| År   | Röster | %    | Mandat  |
| ---- | ------ | ---- | ------- |
| 2006 | 283    | 6,61 | 3 av 37 |
| 2010 | 425    | 9,65 | 3 av 31 |
| 2014 | 322    | 7,29 | 2 av 31 |
| 2018 | 264    | 5,87 | 2 av 31 |
| 2022 | 10     | 0,23 | 0 av 31 |